# 電気事業連合会
電気事業連合会（でんきじぎょうれんごうかい、英語：The Federation of Electric Power Companies of Japan、電事連、FEPC）は、日本における電気事業の運営の円滑化を図るため設立された、電力会社各社の事業者団体である。
法人格はなく、任意団体として運営されている。旧日本発送電の9電力会社が設立した。2000年3月から沖縄電力が加入している。

## 組織

### 会員
- 北海道電力
- 東北電力
- 北陸電力
- 東京電力ホールディングス
- 中部電力
- 関西電力
- 中国電力
- 四国電力
- 九州電力
- 沖縄電力

### 役員
| 役職                       | 氏名       | 出身会社・役職           |
| -------------------------- | ---------- | ------------------------ |
| 会長                       | 林欣吾     | 中部電力社長             |
| 副会長                     | 長井啓介   | 四国電力社長             |
| 副会長                     | 樋口康二郎 | 東北電力社長             |
| 副会長・最終処分推進本部長 | 佐々木敏春 | 中部電力専務執行役員待遇 |
| 専務理事・福島支援本部長   | 藤本淳一   | 九州電力常務執行役員     |
| 理事・事務局長             | 木村昭彦   | 東北電力執行役員待遇     |
| 理事・事務局長代理         | 富岡義博   | 東京電力ホールディングス |
| 理事・事務局長代理         | 岡村修     | 関西電力                 |

### 歴代会長
肩書きは当時。
発足以来、3大都市圏を拠点とする東京電力、関西電力、中部電力の経営トップのいずれかが会長に就任してきたが、東京電力は2011年3月に発生した福島第一原子力発電所事故以来、また関西電力は2019年に発覚した金品受領問題以来、会長職を辞退している状況にある。このため、中部電力社長であった勝野が退任した後、九州電力社長の池辺が初めて主要3社以外のトップから電事連の会長に就任した。
| 代 | 氏名       | 期間                   | 出身会社・役職 |
| -- | ---------- | ---------------------- | -------------- |
| 1  | 堀新       | 1952年11月 - 1955年1月 | 関西電力会長   |
| 2  | 菅礼之助   | 1955年1月 - 1961年8月  | 東京電力会長   |
| 3  | 太田垣士郎 | 1961年8月 - 1964年3月  | 関西電力会長   |
| 4  | 木川田一隆 | 1964年4月 - 1971年6月  | 東京電力社長   |
| 5  | 加藤乙三郎 | 1971年6月 - 1977年7月  | 中部電力社長   |
| 6  | 平岩外四   | 1977年7月 - 1984年6月  | 東京電力社長   |
| 7  | 小林庄一郎 | 1984年6月 - 1985年12月 | 関西電力社長   |
| 8  | 那須翔     | 1985年12月 - 1993年6月 | 東京電力社長   |
| 9  | 安部浩平   | 1993年6月 - 1995年6月  | 中部電力社長   |
| 10 | 荒木浩     | 1995年6月 - 1999年6月  | 東京電力社長   |
| 11 | 太田宏次   | 1999年6月 - 2001年6月  | 中部電力社長   |
| 12 | 南直哉     | 2001年6月 - 2002年9月  | 東京電力社長   |
| 13 | 藤洋作     | 2002年9月 - 2005年6月  | 関西電力社長   |
| 14 | 勝俣恒久   | 2005年6月 - 2008年6月  | 東京電力社長   |
| 15 | 森詳介     | 2008年6月 - 2010年6月  | 関西電力社長   |
| 16 | 清水正孝   | 2010年6月 - 2011年4月  | 東京電力社長   |
| 17 | 八木誠     | 2011年4月 - 2016年6月  | 関西電力社長   |
| 18 | 勝野哲     | 2016年6月 - 2019年6月  | 中部電力社長   |
| 19 | 岩根茂樹   | 2019年6月 - 2019年10月 | 関西電力社長   |
| 20 | 勝野哲     | 2019年10月 - 2020年3月 | 中部電力社長   |
| 21 | 池辺和弘   | 2020年3月 - 2024年3月  | 九州電力社長   |
| 22 | 林欣吾     | 2024年4月 - 現在       | 中部電力社長   |